# Ormosia meigenii
Ormosia meigenii là một loài ruồi trong họ Limoniidae. Chúng phân bố ở miền Tân bắc.